# Річард Томас Лау
Рі́чард То́мас Лау (англ. Richard Thomas Lowe; 1802-1874) — британський вчений, ботанік, іхтіолог, малаколог і священник.

## Біографія
Народився 4 грудня 1802 року в графстві Дербішир. Навчався в Коледжі Христа Кембриджського університету, в 1825 році здобув ступінь бакалавра, в 1831 — магістра. З 1832 по 1854 Лоу був капеланом в Мадейрі. Після повернення до Англії він став парохом у селі Лі графства Лінкольншир.
Згодом Лау ще кілька разів відвідував Мадейру, а також займався ботанікою в Марокко, на Оркнейських островах, Канарських островах і островах Зеленого Мису. Під час однієї з подорожей на Мадейру 13 квітня 1874 року пароплав Liberia, на якому пливли Річард Лау з дружиною Кетрін, потрапив у сильний шторм біля Сицилії і затонув, забравши життя всіх, що були на борту.
Гербарій Річарда Лау розділений між Британським музеєм, Кембриджським університетом і ботанічними садами К'ю.